# بز سیستانی
بز سیستانی یکی از نژادهای بز ایرانی است و بومی منطقه سیستان است.
امروزه این بز به دلیل خشکسالی‌های پی در پی در سیستان و خشک شدن دریاچه هامون در معرض انقراض قرار دارد.

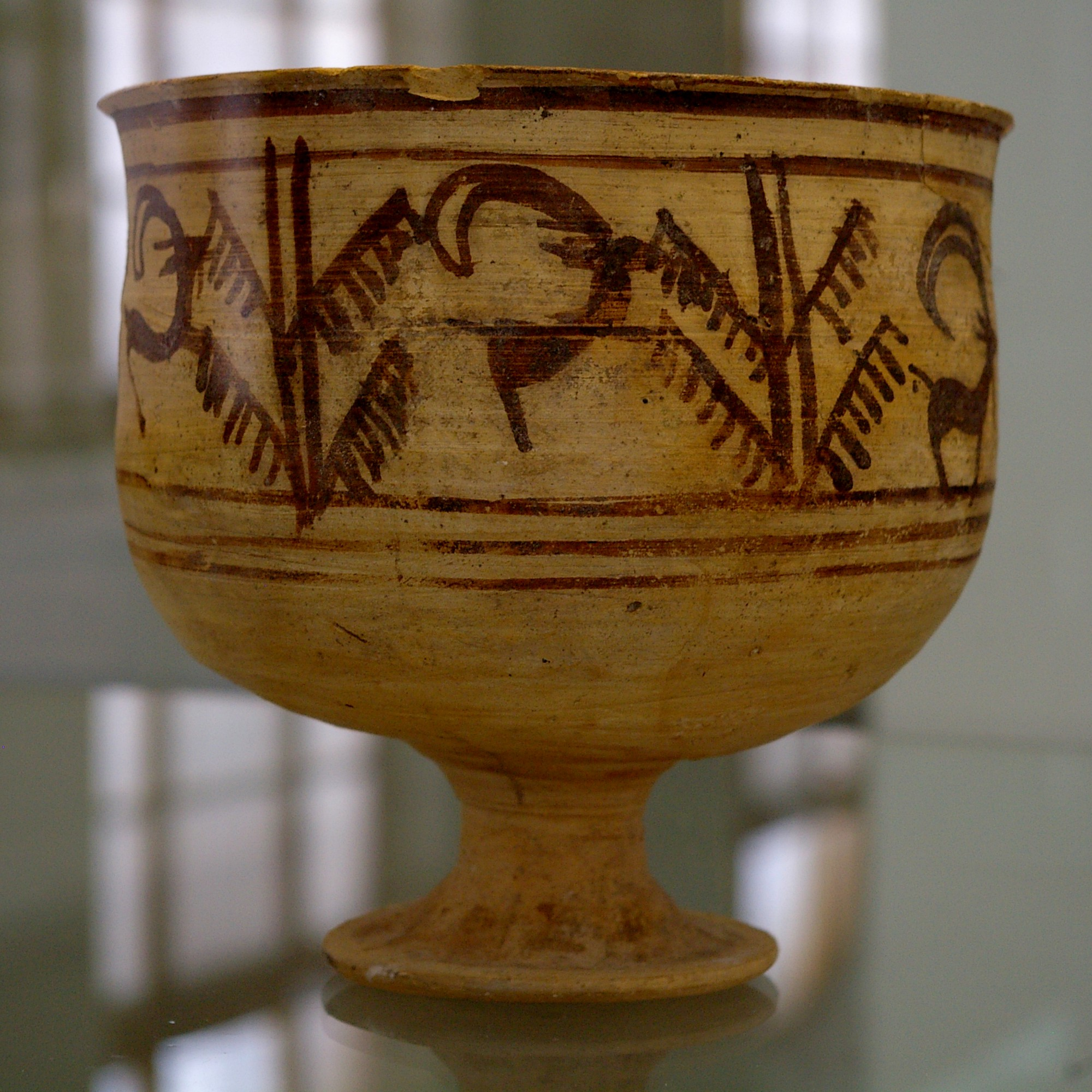
ظرف سفالین که نشان دهند مراحل مختلف جهش بز به سمت گیاه است. این اثر نشان دهنده قدمت طولانی بز در منطقه سیستان است.

### مناطق پراکنش جغرافیایی
بز بومی سیستان عمدتاً در مناطق حاشیه دریاچه هامون در دشت سیستان پرورش می‌یابد.

### خصوصیات بز سیستانی
این بز دارای جثه بزرگی است و به سبب استعداد ژنتیکی و نیز وجود شرایط مناسب محیطی توان بالایی در تولید شیر دارد. بزهای ماده بدون شاخ و نرها معمولاً شاخ دارند.
رشد مو در بز سیستانی نسبتاً زیاد است، در زیر گلو دسته مویی به‌عنوان ریش و روی پیشانی دسته مویی بنام کاکل وجود دارد.
نیمرخ سر در بز بومی سیستانی صاف و مستقیم و ستون فقرات راست و دست و پا پوشیده از مو هست.
تولیدات: مقدار تولید شیر روزانه در حدود ۵/۱ لیتر است. متوسط کرک سالیانه ۷۵۰ گرم است. وزن بلوغ حدود ۳۰ کیلوگرم است. درصد دوقلوزایی حدود ۳۰ درصد است.

## روش‌های پرورش
بخش عمده پرورش بز در منطقه سیستان به وسیله عشایر پرورش داده می‌شود که ساکن حاشیه دریاچه هامون و کوه خواجه بوده و عمدتاً در شهرستان‌های هیرمند،
نیمروز و هامون پراکنده بوده و در فصول مختلف معمولاً از سمت جنوب تا شهرستان خاش و از سمت شمال تا شهرستان نهبندان کوچ می‌کنند. از اوایل بهار تا اواخر مهر ماه بدون نیاز به تغذیه دستی و بر روی مرتع چرا می‌کنند. گیاهان غالب
مورد استفاده در مرتع شامل بونی، خارشتر، آرتیپلکس و علف‌شور می‌باشد. از نیمه دوم پاییز تا آخر زمستان دام‌ها در محیط بسته پرورش یافته و تغذیه دستی می‌شوند و عمده خوراک را در این دوره کاه، آرد، سبوس و جو تشکیل می‌دهد. بخشی از جمعیت بز نیز به وسیله دامداران روستایی منطقه سیستان پرورش می‌یابد.

## ارتباط فرهنگی، اجتماعی و اقتصادی با جوامع عشایری و روستایی
به علت قابلیت‌های ویژه کرک در برابر نوسانات جوی، این محصول در ساخت چادر عشایر و نیز ساخت البسه مورد استفاده قرار می‌گیرد. به دلیل اقلیم گرم منطقه سیستان مخصوصاً در بهار و تابستان، مردم منطقه سیستان عمدتاً از گوشت بز که طبع سردی دارد مصرف می‌کنند و طعم آن برای مردم منطقه بسیار لذیذ است.
وجود کشور افغانستان و تقاضای خوب آن برای کرک بز، فرصت مناسبی را برای پرورش دهندگان بز بومی فراهم نموده‌است که در صورت بهبود بستر توسعه پرورش بز می‌تواند کمک قابل توجهی به اقتصاد پرورش دهندگان بز بنمایید.

## ویژگی‌های ظاهری
رنگ غالب الیاف پوششی این بز عمدتاً سیاه بوده اما در مواردی صورت و ساق پاها سفید می‌باشد. بز نر دارای شاخ نسبتاً بلند (تا ۴۵ سانتی‌متر) و تا حدودی پیچ خورده
و بز ماده نیز دارای شاخ (تا ۲۰ سانتی‌متر) می‌باشد. البته در موارد نادری بزهای بدون شاخ هم وجود دارند. گوش‌ها و ریش کوتاه بوده و جثه کوچکی داشته و بسیار چابک می‌باشد.